# Площа Змін
«Площа Змін» — неофіційна назва скверу в Мінську, розташованого на перетині вулиць Червякова, Каховської та Сморговського тракту. Утворився в серпні 2020 року, під час протестів після шостих президентських виборів (ін. назви: «Подвір'я Змін» та «Зона Диджеїв Змін»). Основна частина подвір'я — це дитячий майданчик, обладнаний за кошти мешканців сусідніх будинків.
У середині серпня 2020 року на стіні вентиляційної буди в центрі подвір'я невідомі створили портрети звукорежисерів Мінського державного палацу дітей та юнацтва Кирила Галанова та Владислава Соколовського, які увімкнули пісню Віктора Цоя «Перемен!» на офіційному заході 6 серпня 2020 року в Київському сквері. Мурал із зображенням звукооператорів, починаючи з середини серпня 2020 року, багато разів зафарбовувався працівникам комунальних служб і відновлювався знов мешканцями довколишніх будинків. Деякий час у вересні 2020 року над будою висіла табличка із написом «Площа Змін».
З кінця серпня до початку листопада 2020 року мешканці сусідніх будинків запрошували музик на вечірні концерти, самонавчалися на лекціях та прикрашали довкола національною символікою.

### Вбивство Бондаренка
11 листопада невідомі прийшли зрізати з паркану біло-червоно-білі стрічки. 31-річний житель Мінську Роман Бондаренко зробив зауваження під час суперечки з невідомими. За словами очевидців, один із невідомих агресивно запитав його: «Чому ти такий нахабний?»,― і сильно штовхнув Романа. Він вдарився головою об дитячу гірку і впав. Побиття відбулося ще двома невідомими, а потім Бондаренка понесли за руки і ноги до фургона, який одразу поїхав. Через деякий час до  Центрального РВВС Мінська було викликано швидку допомогу, яка забрала Бондаренка непритомним. Уночі знову було осквернено мурала, фігури диджеїв пофарбовано зеленою фарбою із зображеннями червоних зірок. 12 листопада о 12:05 Роман Бондаренко потрапив до реанімаційного відділення Мінської лікарні швидкої допомоги, де йому було діагностовано важку закриту черепно-мозкову травму, гостру субдуральну гематому на голові, кровотечу в мозок, травми м'яких тканин. Він перебував у стані коми, переніс операцію, але через важкість стану врятувати чоловіка не вдалося, він помер увечері 12 листопада.
Одразу після звістки про смерть Бондаренка люди почали стихійно збиратися на «Площі Змін», щоб покласти квіти та запалити свічки. Кілька тисяч людей, що зібралися на площі, скандували «Не забудемо, не даруємо», «Ми зупинимо цей фашизм».

### Понищення меморіалу
У неділю, 15 листопада, десятки тисяч людей рушили маршем у пам'ять про замученого Романа Бондаренка, запланований маршрут пролягав від станції метро «Пушкінська» до «Площі Змін». Силовики не дозволили сформувати колони, але люди масово підходили до народного меморіалу. Для розгону протестувальників біля «Площі Змін» було стягнено велику кількість силовиків, застосовано світлошумові гранати та водомети. Решту людей навколо меморіалу було оточено, частину з них було затримано. Сотні людей переховувалися у квартирах та підвалах навколо «Площі Змін», уникаючи арешту. Силовики здійснювали рейди, затримували тих, хто там не був зареєстрований за місцем проживання, перевіряли автомобілі, що виїжджали з підземного гаража. Облога двору тривала близько 16-ти годин. Меморіал повністю зруйновано, квіти вивезено на могилки за місто. Журналістки «Белсату» Катерина Андрєєва та Дар'я Чульцова, які вели пряму трансляцію з місця події, були заарештовані та засуджені до 2-х років ув'язнення в лютому 2021 року.
Католицький єпископ Юрій Кособуцький засудив руйнування меморіалу та арешти:
| Ліві лапки | Ми усе добре знаємо і бачимо, що відбувається в нашій любій Білорусі. Насилля, безчинство, катування, приниження людської гідности, агресія з боку державних силових структур стосовно мирних громадян нашої країни. Сьогоднішня поведінка силовиків показує збільшення страху і боязкости державної влади від дій білоруського народу. Понищення народного меморіалу, який постав на місці жорстокого затримання Романа Бондаренка, було черговою спробою знищити усе те високонародне, чисте, світле, що є в наших людей. | Праві лапки |

Прессекретар Білоруської православної церкви отець Сергій Лепін був ще жорсткіше, називаючи боротьбу з меморіалом «сатанинським плюндруванням лампадок та образі́в».
На засіданні 17 листопада 2020 року Олександр Лукашенко заявив, що «могилки та меморіали є психологічним впливом на населення», він також зачитав заяви Кособуцького та Лепіна і вимагав від правоохоронних органів їх оцінки. Вже 18 листопада Генеральна прокуратура Білоруси оголосила офіційне попередження двом ієрархам про неприпустимість порушення закону, заявивши, що їхні заяви «розпалюють ненависть до представників органів державної влади, включно правоохоронних органів» .
У ніч проти 8 травня 2021 року невідомі відновили мурал «Диджеїв Змін», але на ранок того ж дня був зафарбований. У червні 2021 року стало відомо, що 14 травня було затримано Василя Логвінова, якого разом з іншими громадянами слідчі звинуватили у створенні малюнка «Диджеїв Змін» 7 травня. За версією слідства, він учинив злочин, передбачений ч. 2 ст. 339 Кримінального кодексу Республіки Білорусь (хуліганство). У заяві від 11 червня 2021 року правозахисні організації вважають В. Логвінова політв'язнем і вимагають його звільнення.

## Див. теж
- Справа Степана Латипова[be]
- Справа «0 ppm»[be]
- Справа журналістів «Белсату»[be]